# Quamba, Minnesota
Quamba, Minnesota (енгл. Quamba) град је у америчкој савезној држави Минесота.

## Демографија
По попису из 2010. године број становника је 123, што је 25 (25,5%) становника више него 2000. године.
| Група             | 2000.      | 2010.       |
| Белци             | 96 (98,0%) | 119 (96,7%) |
| Афроамериканци    | 0 (0,0%)   | 0 (0,0%)    |
| Азијати           | 0 (0,0%)   | 0 (0,0%)    |
| Хиспаноамериканци | 0 (0,0%)   | 3 (2,4%)    |
| Укупно            | 98         | 123         |